# Мариу Сержиу
Ма́риу Се́ржиу Ле́ал Ноге́йра (порт. Mario Sergio Leal Nogueira; род. 28 июля 1981, Паредиш, Португалия) — португальский футболист, защитник клуба «Алиадос Лордело».
Начинал в «Пасуш ди Феррейра», потом были лиссабонский «Спортинг» и аренда в «Виторию». С 2006 года выступал за «Навал».
В «Металлурге» с июня 2008 года. За «Металлург» дебютировал 19 июля 2008 года в матче первого тура против львовских «Карпат» (1:0).
В своё время призывался в состав молодёжной сборной Португалии. Играл на чемпионате среди команд до 21 года в 2004 году и на Олимпийских играх 2004 года.

## Достижения
- Чемпион Кипра (4): 2012/13, 2013/14, 2014/15, 2015/16
- Обладатель Кубка Кипра (2): 2013/14, 2014/15
- Обладатель Суперкубка Кипра: 2013
- Финалист Кубка Украины: 2011/12